# Minimax (audycja)
MiniMax – audycja muzyczna nadawana w Programie III PR od 1968 (z przerwami) do 2020.

## Historia
28 stycznia 1968 o godz. 19.30 nadano po raz pierwszy „Minimax, czyli muzyczne wydanie Fonoramy”. 3 marca 1968 zmieniono nazwę na „Minimax, czyli minimum słowa, maksimum muzyki”, a od 29 grudnia 1968 „Minimax – czyli minimum słów, maksimum muzyki”. Twórcą pierwszych ok. 30 audycji był Gabriel Mérétik (który spolszczył pierwotną francuską nazwę "Minimum de bla-bla, maximum de musique"), a prowadzącym Tadeusz Sznuk. Po powrocie Mérétika do Francji, 22 września 1968 o godz. 19.25 debiutował w audycji Piotr Kaczkowski, niezmiennie ją prowadzący aż do likwidacji, dzięki któremu osiągnęła ona ogromną popularność i wpływ na kształtowanie się gustów muzycznych kilku pokoleń w Polsce i krajach ościennych.
W piątek 8 listopada 1968 o godz. 19.45 pojawił się 20-minutowy „Minimax – wydanie dla fonoamatorów”, w którym jeszcze w grudniu przedstawiono „White Album” grupy The Beatles. Od 9 października 1970 nadawano go od godz. 18.35 do 19.00. Audycja istniała do 12 lutego 1971, a w środę 7 kwietnia 1971 pojawił się w jej miejsce „Mój Magnetofon”, przygotowywany przez Piotra Kaczkowskiego. Ostatni raz znalazł się on w programie w piątek 7 czerwca 1974 o godz. 17.15. Dwa dni wcześniej o tej samej porze rozpoczął się „Kiermasz Płyt”, który też prowadził Piotr Kaczkowski. W środę 7 stycznia 1976 zastąpiła go „Muzyczna Poczta UKF”, nadawana w godz. 17.05-17.40 do 9 grudnia 1981 i również prowadzona przez Kaczkowskiego.
Przez pierwsze lata istnienia „Minimax” nie miał stałej pory nadawania i zaczynał się po niedzielnym słuchowisku, w zasadzie między 19.20 a 19.40. 30 sierpnia 1969 nadano go o godz. 20.30, a 6 września 1970 o 19.00. Stabilizacja nastąpiła 11 czerwca 1972, gdy audycji „Minimax, czyli minimum słów, maksimum muzyki” przydzielono na stałe godzinę 18.30, wydłużając ją do 30 minut. O tej porze audycja zaczynała się do 1 września 1974. Tydzień później przesunięto ją na 17.55, wydłużając o dalsze 5 minut. W tym paśmie przetrwała do 19 grudnia 1976, 2 stycznia 1977 pojawiła się o 18.00, a we wtorek 4 stycznia zajęła odcinek 20.00-20.40, w którym pojawiała się do końca roku 1977.
5 stycznia 1978 rozpoczął się najdłuższa era w historii „Minimaxu”, związana z czwartkiem i godziną 20.00, o której pojawiał on się do 28 września 1978 i trwał najpierw 35, a potem 40 minut. 5 października 1978 pojawił się o godz. 19.00 i trwał pół godziny, ale już 4 stycznia 1979 wrócił na godz. 20.00. Nadawano go do 20.40, co umożliwiało prezentację większości płyt w całości. 12 czerwca 1980 uzyskano dodatkowe 5 minut, co jeszcze poprawiło komfort pracy i słuchania. Na tym odcinku „Minimax” przebywał do 10 grudnia 1981.
Po przerwie związanej z wprowadzeniem stanu wojennego „Minimax” wrócił na poprzednią porę 8 kwietnia 1982. Od 7 kwietnia do 1 września 1983 był nadawany o godz. 21.00 i trwał 40 minut, po czym wrócił na godz. 20.00. 26 lipca 1984 pierwszy raz nadano w nim płytę stereo, którą był album The Waterboys „A Pagan Place”, a 18 grudnia 1986 i 8 stycznia 1987 pierwszą płytę kompaktową – „Gone to Earth” Davida Sylviana. Na dobre płyty kompaktowe zagościły w audycji w październiku 1988, co wiązało się z powrotem do prezentacji klasyki rocka zamiast nowości płytowych, które pojawiały się w „Minimaxie” coraz rzadziej. Od października 1987 nie było ich prawie wcale. Wpływ na to miały m.in. częste wyjazdy Piotra Kaczkowskiego za granicę.
25 listopada 1987 „Minimax” przeniósł się na środę i godz. 20.00 i o tej porze przetrwał do 27 września 1989. 8 października 1989 pojawił się w niedzielne popołudnie o godz. 14.15 i w niedziele ukazywał się do końca tego swojego wcielenia: od 21 stycznia 1990 o godz. 21.20, od 4 lutego 1990 o 20.00, od 9 września 1990 o 18.20, a od 14 października 1990 o 18.25. Prezentował wtedy głównie powtórki klasycznych płyt rockowych, które ukazały się na kompakcie. Ostatni raz nadano go 24 marca 1991. W audycji znalazła się wtedy płyta Daniela Asha „Songs From Another Season” z 1990.
Pod koniec lat 90. Piotr Kaczkowski przywrócił nazwę „Minimax” do życia, prowadząc w czwartki o 23.00 audycję „Minimax, czyli Biuro Utworów Znalezionych”, która zdobyła duże uznanie wśród słuchaczy. W ostatnim okresie nadawana była jako „Minimax” w niedziele od 22.05 do północy. Zawartość większości audycji z cyklu podaje m.in. oficjalna strona internetowa programu. Program dorobił się kilku pokoleń wiernych słuchaczy (według badań z grudnia 2004 średnia słuchalność wynosiła 550 000 osób).
W związku z tymczasowym zwolnieniem lekarskim Piotra Kaczkowskiego od kwietnia 2009 „Minimax” prowadził Leszek Adamczyk. Piotr Kaczkowski powrócił przed mikrofon „Minimaxu” 4 listopada 2012.
W ostatnim okresie nadawania audycję prowadzili na zmianę Leszek Adamczyk i Piotr Kaczkowski.
W maju 2020 po reakcji dyrekcji Trójki na zajęcie pierwszego miejsca Listy Przebojów Trójki przez utwór „Twój ból jest lepszy niż mój” Piotr Kaczkowski zrezygnował z dalszej współpracy i nadawanie „Minimaxu” zostało zakończone. 

## Sygnały muzyczne
Jednym z drobnych elementów audycji jest rozpoczynanie każdej godziny programu (po serwisie informacyjnym) tymi samymi fragmentami wybranych utworów.
Niedziela, 21:05 – Jethro Tull, Cheerio
Along the coast road, by the headland

the early lights of winter glow

I'll pour a cup to you my darling

Raise it up – say Cheerio
Niedziela, 22:05 – fragmenty: Led Zeppelin, Whole Lotta Love i King Coleman, The Boo Boo Song
Niedziela, 23:05 – słuchacze MiniMaxu w 40-lecie pracy Piotra Kaczkowskiego (marzec 2003) – polska wersja Cheerio w tłumaczeniu Katarzyny Kubali
Przy krętej drodze nad przystanią

gdzie pierwsze blaski zimy lśnią

Spełnię wina łyk za ukochaną

więc wznieśmy kielich – Cheerio!

## Inne informacje
Od 31 stycznia 2021 Piotr Kaczkowski prowadzi na antenie Radia 357, w każdą niedzielę w godzinach 21–23, program „Max357”, nawiązujący charakterem, nazwą i sygnałem otwierającym do „Minimaxu”. 